# Fais-moi une place (émission de télévision)
Pour les articles homonymes, voir Fais-moi une place.
Fais-moi une place est une émission de télévision française présentée par Alessandra Sublet et diffusée sur France 5 du 27 octobre 2013 au 21 septembre 2014.
Alessandra Sublet a dû demander à Julien Clerc l'autorisation d'utiliser le titre de sa chanson pour le titre de l'émission.

## Émissions

### Saison 1
| Saison 1 | Saison 1          | Saison 1         | Saison 1                           | Saison 1        | Saison 1        | Saison 1 |
| No       | Date de diffusion | Personnalité     | Lieu                               | Téléspectateurs | Part d'audience |          |
| -------- | ----------------- | ---------------- | ---------------------------------- | --------------- | --------------- | -------- |
| 1        | 27 octobre 2013   | Carole Bouquet   | Île de Pantelleria, Sicile, Italie | 1 091 000       | 4 %             |          |
| 2        | 1er décembre 2013 | Pierre Perret    | Connemara, Irlande                 | 1 044 000       | 3,7 %           |          |
| 3        | 9 mars 2014       | Arielle Dombasle | Valle de Bravo et Mexico, Mexique  | 1 551 000       | 2 %             |          |

### Saison 2
| Saison 2 | Saison 2          | Saison 2     | Saison 2 | Saison 2        | Saison 2        | Saison 2 |
| No       | Date de diffusion | Personnalité | Lieu     | Téléspectateurs | Part d'audience |          |
| -------- | ----------------- | ------------ | -------- | --------------- | --------------- | -------- |
| 4        | 21 septembre 2014 | Guy Bedos    | Corse    | 751 000         | 2,9 %           |          |

Légende :
- Les plus hauts chiffres d'audience
- Les plus bas chiffres d'audience

## Rediffusion
Le numéro avec Guy Bedos est rediffusé le 30 mai 2020 sur TF1, en hommage à la personne décédé deux jours plus tôt. 